# Église Saint-Joseph de Wangfujing
Pour les articles homonymes, voir Église Saint-Joseph.
L'église Saint-Joseph de Wangfujing (王府井天主堂), appelée aussi cathédrale de Wangfujing ou Dongtang (东堂, cathédrale de l'est) est un édifice religieux catholique et une ancienne cathédrale, située dans le centre-ville de Pékin, dans la rue Wangfujing. Une église de la mission jésuite du XVIIe siècle est plusieurs fois reconstruite pour être aujourd'hui un des lieux de culte importants de la communauté catholique locale. 

## Histoire
Une petite église est construite en ce lieu en 1653 par les pères jésuites Gabriel de Magalhães et Lodovico Buglio bien que la situation des chrétiens en Chine soit devenue précaire.
Cette église est détruite par un séisme en 1720 et reconstruite la même année. Elle a ensuite brûlé en 1807 dans un incendie déclenché accidentellement par les prêtres desservants, ce qui a servi de motif au gouvernement de l'époque pour la confisquer. Elle a finalement été reconstruite une seconde fois en 1884, à l'aide de fonds internationaux, puis brûlée de manière criminelle pendant la révolte des Boxers, le 13 juin 1900,.
Une cathédrale a donc été reconstruite en 1904, avec d'importants piliers et deux voûtes basses : l'ensemble est de style éclectique, combinant les inspirations romane et baroque. Après sa restauration en 1980, l'église a rouvert. À cause de sa position géographique, elle fait face à l'ouest,.

## Galerie d'images

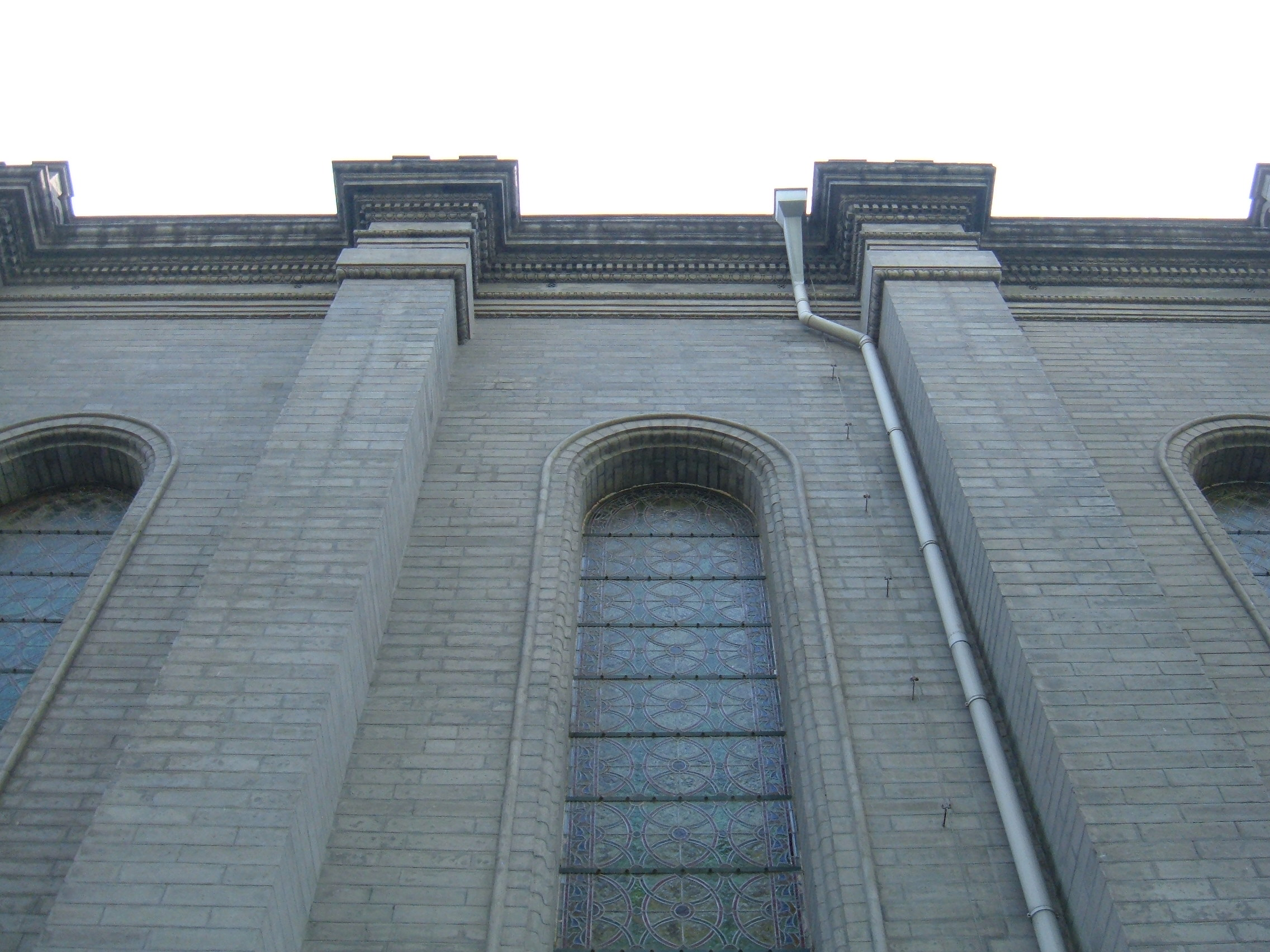
Mur latéral
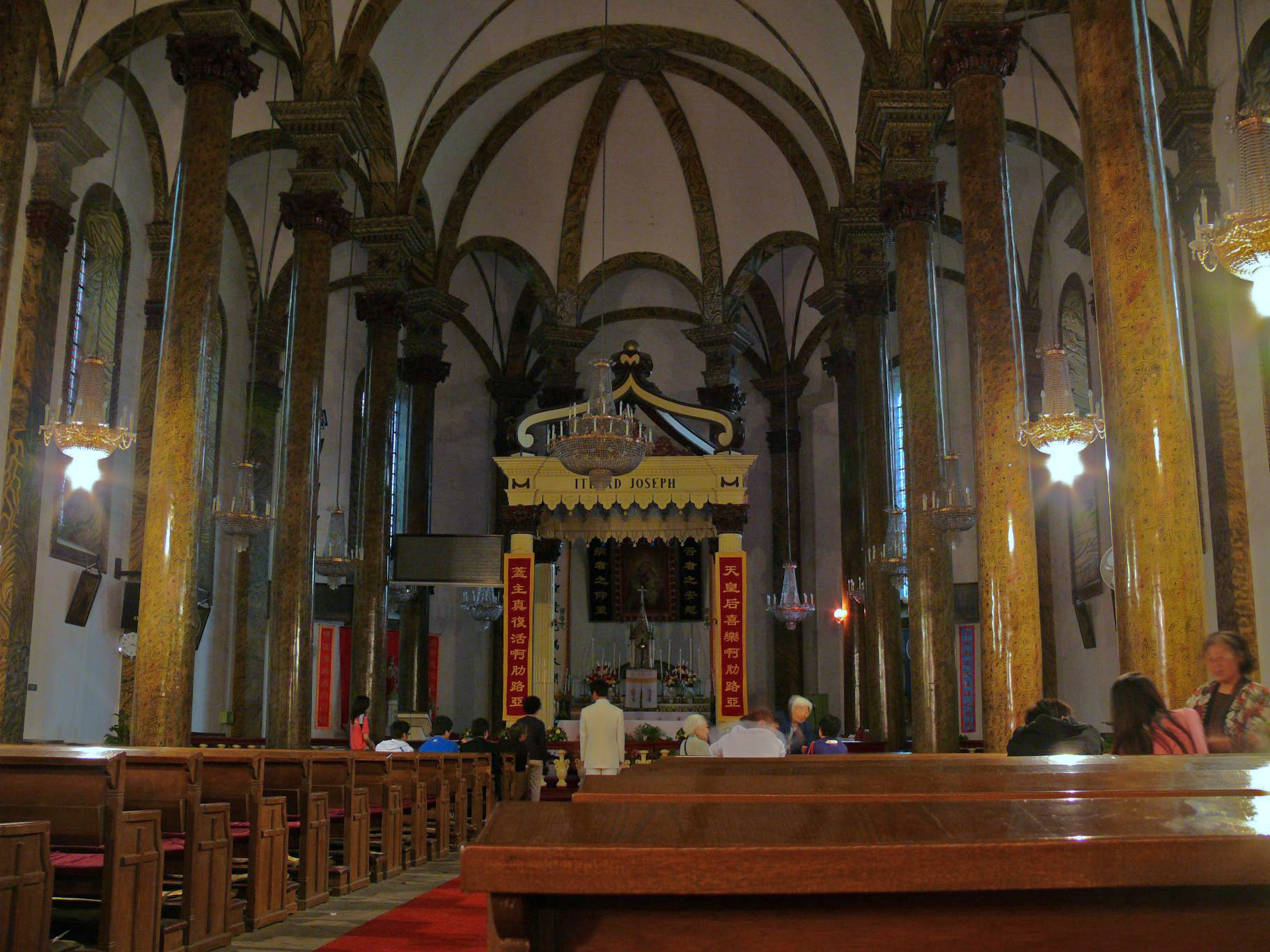
Intérieur de l'église
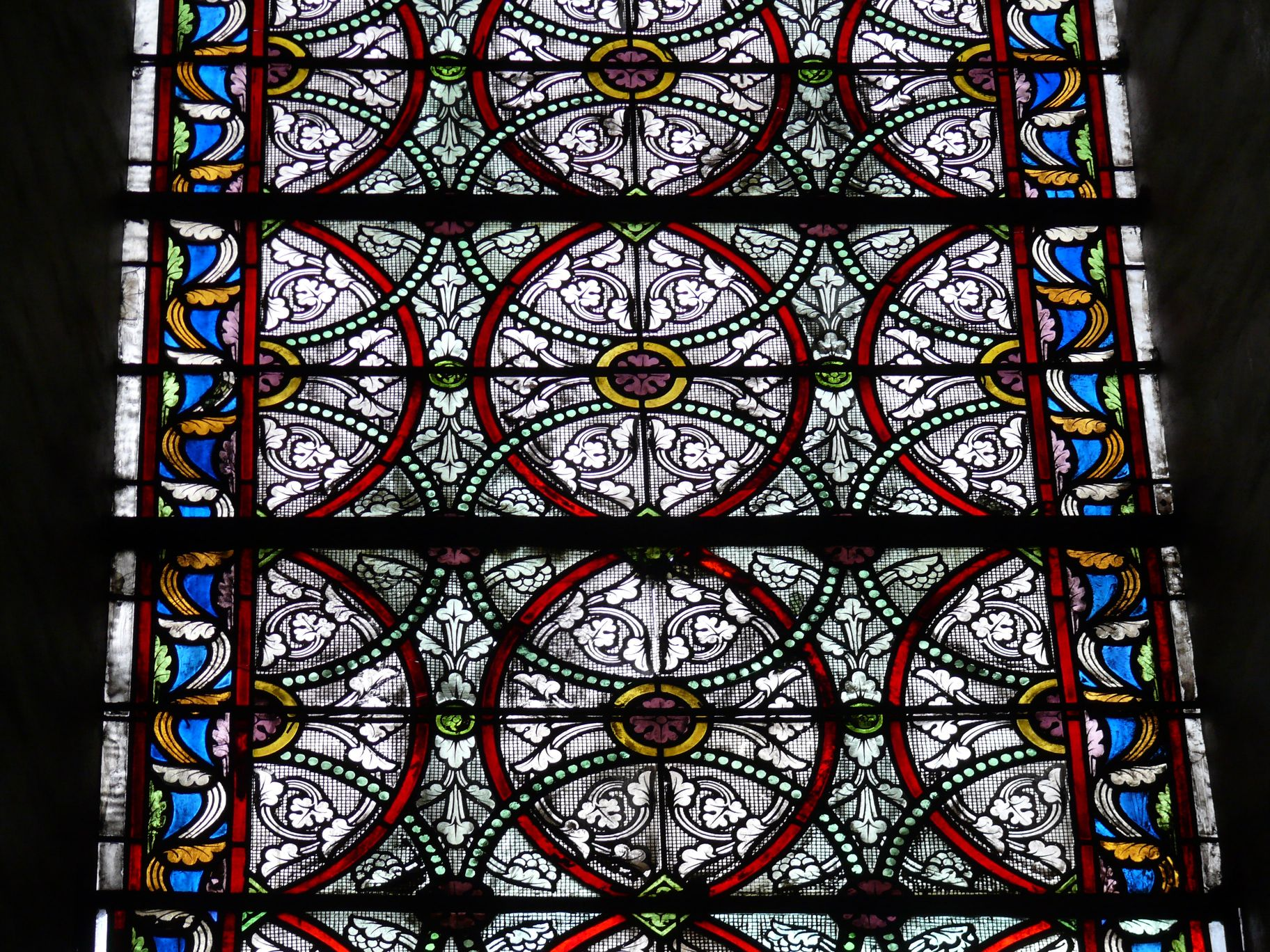
Détail des vitraux
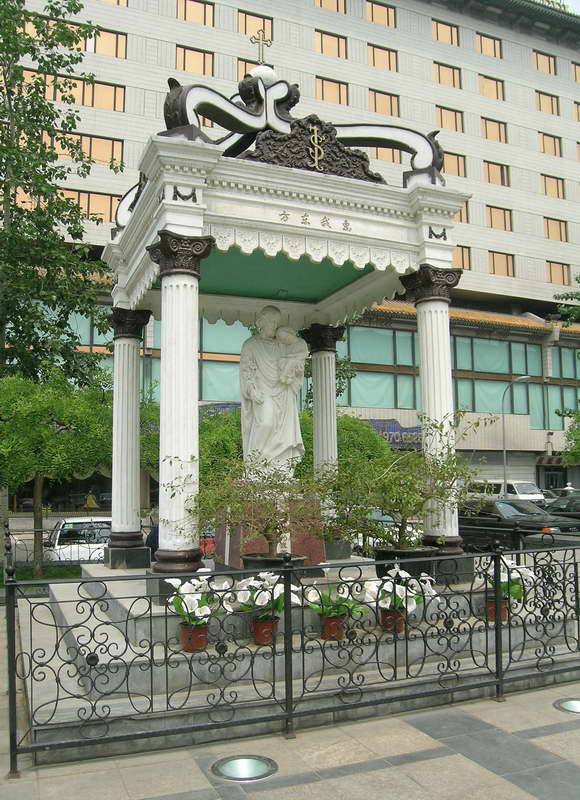
Statue de Saint Joseph